# Suête
Le Suête, les vents de Suête ou les Suêtes, est un vent violent du sud-est qui souffle le long de la côte ouest de l'île du Cap-Breton en Nouvelle-Écosse, Canada, dans certaines conditions météorologiques. Ces vents peuvent atteindre ou dépasser 200 km/h et causer des dommages importants. De plus, ils vont nuire à la circulation automobile le long de la route de ceinture de l'île. La région de Chéticamp au pied du Parc national des Hautes-Terres-du-Cap-Breton est particulièrement affectée par ce phénomène. Le terme provient du Français acadien des gens de cette région et signifie sud-est.

## Description du phénomène
Lorsqu'une dépression météorologique intense passe au nord de la région, elle est souvent associée avec un fort vent du sud-est dans le premier kilomètre de l'atmosphère, un courant-jet de bas niveau. Son passage au-dessus des montagnes de l'île du Cap-Breton se fait perpendiculairement à celles-ci qui sont alignées du nord-est au sud-ouest. Si ce corridor de vent est situé près ou à l'avant du front chaud, l'air est très stable et tout soulèvement de l'air par le relief sera suivi d'une descente brusque vers le niveau d'origine de l'autre côté au pied des falaises de 400 mètres, selon l'effet de fœhn. Le vent produit en aval des montagnes peut être accéléré en plus par différents facteurs comme le passage dans des vallées étroites par effet Venturi.

## Adaptations
Les habitants de la région ont développé un style particulier de construction pour résister à ces vents occasionnels. L'architecture acadienne a renforcé le côté exposé de la maison avec des pierres, mis une toiture plus basse que le côté opposé et un larmier très court pour ne pas être arraché. Souvent, les charpentes de maisons et des granges sont renforcées de guettes du côté de la mer. 